# Cornelles (les Masies de Voltregà)
Cornelles és una masia de les Masies de Voltregà (Osona) inclosa a l'Inventari del Patrimoni Arquitectònic de Catalunya.

## Descripció
Masia de planta rectangular que consta de planta baixa i dos pisos. És orientada a ponent, a la part dreta té un cos annexionat. Té coberta a dues vessants amb carener paral·lel a la façana. La porta principal és rectangular amb dues llindes sobreposades. Al primer pis trobem grans finestres amb ampit i al pis superior obertures de petites dimensions. A pocs metres del mas hi ha un cobert de tàpia.
Està construïda bàsicament amb pedra, en alguns sectors amb totxo i el pis superior a base de tàpia.

## Història
Antic mas que al 1553 formava part de la quadra civil de Sant Miquel d'Ordeig, que constava per aquella època de quatre masos. En Joan Cornelles, habitant del mas, era el batlle de la quadra.
Els masos estaven tots adscrits a la parròquia independent de Sant Miquel d'Ordeig, coneguda des del segle x, i reedificada als segles XIII i XVIII.
El mas Cornelles fou reedificat i ampliat a inicis del segle xviii com indica el portal (1703). Els seus habitants, que encara mantenen el mateix cognom, hi conserven documentació des de 1280; per enllaços i compres tenen altres propietats a la comarca com són la Riera de Torelló o el Pou de Folgueroles.